# 大理石城堡
大理石城堡（Marmorschlössl）旧名皇家小屋（kaiserliches Cottage）位于萨尔茨卡默古特地区巴特伊施尔皇帝公园（Kaiserpark）的西北部，在皇帝别墅（Kaiservilla）上方的高处。这里曾是弗朗茨·约瑟夫一世 皇帝和伊丽莎白皇后的避暑别墅和“早餐沙龙”（Frühstückssalon）。1978年至2020年期间，这里是奥地利第一个摄影博物馆（Fotomuseum）的所在地， 自2020年4月以来，这里是 OÖ Landes-Kultur GmbH 的所在地，在此举办关于萨尔茨卡默古特地区和皇室主题的特别展览。